# Хаггинс, Корнелиус
Корнелиус Хаггинс (англ. Cornelius Huggins; род. 1 июня 1974, Кингстаун) — сент-винсентский футболист, бывший игрок и главный тренер сборной Сент-Винсента и Гренадин.

## Биография

### Клубная карьера
В начале карьеры выступал у себя на родине за «Пасчерс Юнайтед Баккамент». В 2003 году Хаггинс перешёл в американский клуб низших лиг «Вирджиния Бич Маринерс», но в нём не задержался и в 2004 году перешёл в малайзийский «Кедах», в составе которого дважды становился чемпионом и обладателем Кубка Малайзии. В 2008 году был игроком канадского клуба «Ванкувер Уайткэпс». После некоторого перерыва в карьере, вернулся на родину, где около двух сезонов отыграл за «Хоуп Интернешнл Сайон Хилл».

### Карьера в сборной
Принимал участие в Карибском кубке 1995 года, где сыграл в финальном матче против Тринидада и Тобаго (0:5). В 1996 году Хаггинс вошёл в состав сборной Сент-Винсента и Гренадин на Золотой кубок КОНКАКАФ 1996. На турнире он принял участие в обоих матчах группового этапа против сборных Мексики (0:5) и Гватемалы (0:3). Во втором матче против Гватемалы был удалён на 60-й минуте за вторую жёлтую карточку. По итогам группового этапа сборная Сент-Винсента не набрала очков и завершила выступление на турнире. Хаггинс активно выступал за сборную до 2008 года, а затем вернулся в команду в 2011 году. Принимал участие в пяти отборочных турнирах к чемпионату мира.
После завершения игровой карьеры, Хаггинс стал главным тренером сборной Сент-Винсента и Гренадин, которую возглавлял с 2012 по 2016 год и вновь с 2017 по 2018. С 2019 года возглавляет женскую сборную своей страны.

## Достижения
«Кедах»
- Чемпион Малайзии (2): 2006/07, 2007/08
- Обладатель Кубка Малайзии (2): 2007, 2008
- Обладатель Кубка Футбольной ассоциации (2): 2007, 2008